# Tvärbladbyggare
Tvärbladbyggare (Limnephilus stigma) är en nattslända som tillhör familjen husmasknattsländor.
Larverna hos den här nattsländan bygger ett skyddande hus av växtfragment som ordnas på tvären, så att huset blir brett och omfångsrikt. Husets bredd når 8–20 millimeter och längden är 20–25 millimeter. Larven själv är 19–25 millimeter.
Den hittas i långsamt rinnande vatten och i vattenansamlingar som dammar och sjöar och vid mossar.